# Liege & Lief
Albums de Fairport Convention
Unhalfbricking
(1969) Full House
(1970)
Liege & Lief est le quatrième album studio du groupe de folk rock britannique Fairport Convention. Il est sorti en 1969 sur le label Island Records.
Il marque l'arrivée au sein du groupe du violoniste Dave Swarbrick (en) et du batteur Dave Mattacks. La chanteuse Sandy Denny et le bassiste Ashley Hutchings le quittent quant à eux entre son enregistrement et sa parution.
C'est le premier album de Fairport Convention qui se compose entièrement d'interprétations de chansons traditionnelles britanniques et de compositions originales des membres du groupe. Il n'a pas eu un grand succès à sa sortie, ce n'est que plus tard qu'il s'est révélé avoir eu une grande influence en étant le premier à fusionner la musique folk britannique avec le rock.  
Il est cité dans l'ouvrage de référence de Robert Dimery Les 1001 albums qu'il faut avoir écoutés dans sa vie et dans plusieurs autres listes similaires.

## Fiche technique

### Chansons
| 1. | Come All Ye        | Sandy Denny, Ashley Hutchings                 | 4:55 |
| 2. | Reynardine (en)    | traditionnel arrangé par Fairport Convention  | 4:33 |
| 3. | Matty Groves       | traditionnel arrangé par Fairport Convention  | 8:08 |
| 4. | Farewell, Farewell | traditionnel avec paroles de Richard Thompson | 2:38 |

| 5. | The Deserter                                                                         | traditionnel arrangé par Fairport Convention | 4:10 |
| 6. | Medley: The Lark in the Morning / Rakish Paddy / Foxhunters' Jig / Toss the Feathers | traditionnel arrangé par Fairport Convention | 4:00 |
| 7. | Tam Lin                                                                              | traditionnel arrangé par Dave Swarbrick (en) | 7:20 |
| 8. | Crazy Man Michael                                                                    | Richard Thompson, Dave Swarbrick             | 4:35 |

La réédition remasterisée de Liege & Lief parue chez Island en 2002 inclut deux titres bonus.
| 9.  | Sir Patrick Spens (en) (version chantée par Sandy Denny) | traditionnel arrangé par Fairport Convention                            | 4:00 |
| 10. | Quiet Joys of Brotherhood (prise 1)                      | traditionnel arrangé par Sandy Denny avec des paroles de Richard Fariña | 7:48 |

La réédition de luxe parue en 2007 comprend un deuxième CD avec des chansons inédites et des enregistrements pour l'émission de radio Top Gear présentée par John Peel et diffusée par la BBC le 27 septembre 1969.
| 1.  | Sir Patrick Spens (version chantée par Sandy Denny)                                                | traditionnel arrangé par Fairport Convention                            | 3:59 |
| 2.  | Quiet Joys of Brotherhood (prise 4)                                                                | traditionnel arrangé par Sandy Denny avec des paroles de Richard Fariña | 5:59 |
| 3.  | Ballad of Easy Rider (en)                                                                          | Roger McGuinn                                                           | 4:53 |
| 4.  | Tam Lin (version BBC)                                                                              | traditionnel arrangé par Dave Swarbrick                                 | 7:46 |
| 5.  | Medley: The Lark in the Morning / Rakish Paddy / Foxhunters' Jig / Toss the Feathers (version BBC) | traditionnel arrangé par Fairport Convention                            | 4:13 |
| 6.  | Sir Patrick Spens (version BBC)                                                                    | traditionnel arrangé par Fairport Convention                            | 3:44 |
| 7.  | Reynardine (version BBC)                                                                           | traditionnel arrangé par Fairport Convention                            | 4:19 |
| 8.  | Quiet Joys of Brotherhood (prise 1)                                                                | traditionnel arrangé par Sandy Denny avec des paroles de Richard Fariña | 7:50 |
| 9.  | The Lady Is a Tramp (version BBC)                                                                  | Lorenz Hart, Richard Rodgers                                            | 2:11 |
| 10. | Medley: The Lady Is a Tramp / In Other Words (Fly Me to the Moon) (inédit)                         | Lorenz Hart, Richard Rodgers, Bart Howard                               | 2:21 |

### Musiciens
- Sandy Denny : chant
- Dave Swarbrick (en) : violon, alto
- Richard Thompson : guitare électrique, guitare acoustique, chœurs
- Simon Nicol (en) : guitare électrique, guitare acoustique à 6 et 12 cordes, chœurs
- Ashley Hutchings : basse, chœurs
- Dave Mattacks : batterie, percussions

### Équipe de production
- Joe Boyd : producteur
- John Wood (en) : ingénieur du son
- Eric Hayes : photographie
- Diogenic Attempts Ltd. : conception de la pochette

### Classements et certifications
| Pays (classement)             | Meilleure position |
| ----------------------------- | ------------------ |
| Royaume-Uni (UK Albums Chart) | 17                 |

| Pays              | Certification | Date            | Ventes certifiées |
| ----------------- | ------------- | --------------- | ----------------- |
| Royaume-Uni (BPI) | Or            | 22 juillet 2013 | 100 000           |